# Paul Scharner
Paul Scharner (Scheibbs, 1980. március 11. –) osztrák válogatott labdarúgó, az angol Wigan Athletic játékosa.